# 奥田康司
奥田 康司（おくだ こうじ、1940年または1941年 – ）は、日本の政治家。自由民主党、大阪維新の会所属。大阪府議会議員（6期）、高石市議会議長、同副議長を歴任。旭日中綬章受章者。

## 来歴
店舗賃貸会社を経営し、高石市議会議員を務め、1980年5月から副議長、1984年5月と1989年 (平成元年)5月からそれぞれ1年間議長を務めた。1991年より大阪府議会議員。5期目の2010年５月、当時の自民党大阪府議団 (離団前で27人) に離団届を提出。大阪維新の会 (入会前で26人) に入会したことで自民は約半世紀ぶりに最大会派から転落した。2011年大阪府議会議員選挙では維新公認で当選するものの、その後無所属に。2014年8月 大阪都構想の法定協議会委員を各会派の議席数に応じて決める議会規則改正案の審議を巡り与野党が互いの主張を認め合わなかった際には野党側から「仮議長」に選任され、法定協の都構想協定書を無効とする決議を「可決」した。ただし改正規則の公布は議長権限であるため、この決議は無効となった。

## 選挙歴
- 1991年4月 大阪府議会議員選挙 高石市選挙区 (定数1) で初当選 (無投票)[2]
- 1995年4月 大阪府議会議員選挙 高石市選挙区 (定数1) で無投票当選(2選)
- 1999年4月 大阪府議会議員選挙 高石市選挙区 (定数1) で当選(3選)
- 2003年4月 大阪府議会議員選挙 高石市選挙区 (定数1) で当選(4選)
- 2007年4月 大阪府議会議員選挙 高石市選挙区 (定数1) で当選(5選)[5]
- 2011年4月 大阪府議会議員選挙 高石市選挙区 (定数1) で当選(6選)[6]

## 栄典
- 2015年11月 平成27年秋の叙勲で旭日中綬章を受章[1]